# 袁明
袁明（1945年—），女，汉族，上海人，中华人民共和国学者、政治人物，中国共产党党员，曾北京大学国际关系研究所所长、国际关系学院副院长，第十一届全国政协委员。

## 生平
2008年，当选第十一届全国政协委员，代表对外友好界，分入第四十七组。并担任外事委员会专委。

## 家庭
丈夫韩启德。